# شو لو (ممثلة)
شو لو (بالصينية: 徐璐) هي ممثلة صينية، ولدت في 28 ديسمبر 1994 بمنغوليا الداخلية في الصين.

## وصلات خارجية
- شو لو على موقع IMDb (الإنجليزية)
- شو لو على موقع قاعدة بيانات الفيلم (الإنجليزية)